# Paulina Gaitán
Pour les articles homonymes, voir Gaitán.
Paulina Gaitán, née à Mexico (Mexique) le 19 février 1992, est une actrice mexicaine.

## Biographie
Paulina Gaitán naît à Mexico en 1992. Elle commence à jouer dès l'âge de 9 ans et, à 12 ans, elle joue un rôle important dans Voces inocentes, un conte sur la guerre civile au Salvador du réalisateur mexicain Luis Mandoki.  
Elle tient le rôle principal féminin dans le film de Cary Joji Fukunaga Sin nombre, où elle joue le personnage de Sayra, qui rejoint son père et son oncle lorsqu'ils tentent de migrer du Honduras vers les États-Unis, et finit par voyager avec El Casper, un membre d'un gang, joué par l'acteur Édgar Flores (en).  
Gaitán tient également le rôle d'une fille kidnappée par des trafiquants sexuels dans le film Trade (2007) aux côtés de Kevin Kline. Elle interprète Sabina, un rôle principal dans le drame d'horreur mexicain We Are What We Are  (Somos Lo Que Hay) en 2010. Elle joue Zuvely dans le court métrage En Tus Manos, également sorti en 2010.
En 2012, Paulina Gaitán joue dans la distribution d'ensemble de la série ABC de Steven Spielberg The River. Depuis 2015, elle joue dans la série originale de Netflix Narcos en tant que Tata, l'épouse du narcoterroriste Pablo Escobar. En 2018, elle commence à jouer le rôle de Violetta, le rôle principal féminin dans la série originale d'Amazon Prime Diablo Guardián (en).
Courant juin 2023 elle officialise sa relation avec le talentueux, mais non moins controversé, producteur de musique Gaylordo Grenet, puis annoncera dans la foulée attendre leur premier enfant. Ils se sépareront néanmoins en octobre de la même année.

## Filmographie partielle

### Au cinéma
- 2004 : Voces inocentes : Angelita
- 2006 : Morirse en domingo : Isabel
- 2007 : Trade : Adriana
- 2007 : Cuando las cosas suceden : Fernanda
- 2008 : Cosas insignificantes : Esmeralda
- 2009 : Sin nombre : Sayra
- 2009 : Codicia : Julia
- 2009 : La mitad del mundo : Paulina
- 2010 : En tus manos : Zuvely
- 2010 : Somos lo que hay : Sabina
- 2011 : La cebra : Valentina
- 2011 : Inocencia : Gaby
- 2011 : Días de gracia : Camila
- 2011 : El Bukanas : Ashley
- 2012 : Hermanas : Luz
- 2012 : Matilde : Gaby
- 2012 : Las paredes hablan : Lupe
- 2013 : Deseo : Adolescente
- 2013 : Ni Aquí Ni Allá
- 2014 : Cuatro lunas : Rosita in Telenovela (voix)
- 2014 : Eddie Reynolds y Los Ángeles de Acero : Natalia
- 2015 : Crossing point : Lucille
- 2015 : Las Aparicio : Rafaela Primera
- 2015 : Ruta Madre : Colette
- 2018 : The Good Girls : Ana Paula
- 2019 : Souvenir : Isabel
- 2020 : Son of Monarchs d'Alexis Gambis

### À la télévision
- 2010 : Las Aparicio : Iliana (telenovela)
- 2012 : The River : Jahel Valenzuela (série télévisée)
- 2015 : Narcos : Tata Escobar (série télévisée)
- 2018 : Diablo Guardián : Violetta (série télévisée)
- 2018 : Señora Acero : Leticia Moreno
- 2020 : El presidente (es) : Néné
- 2022 : Belascoarán, détective privé : Irene